# Nayara Couto
Nayara Virgínia de Couto (Chã Grande, 7 de maio de 2002) é uma jogadora de futebol de areia brasileira.

## Biografia e carreira
Em setembro de 2019, o Brasil passou a ter pela primeira vez uma Seleção Feminina de Futebol de Areia e Nayara foi convocada para defender o time. A seleção foi apresentada oficialmente no mês seguinte. Ainda em 2019, a Seleção fez sua estreia nos Jogos Mundiais de Praia conquistando a medalha de bronze já em sua primeira participação no torneio, sendo que Nayara marcou cinco gols durante a competição.
Em 2022, foi campeã do Brasileirão Feminino representando a União Desportiva Alagoana (UDA). O time venceu o São Pedro na final por 4 a 2 com um dos gols sendo de Nayara.
Em 2023, a jogadora foi convocada para integrar, novamente, a Seleção Brasileira no NEOM Beach Games, realizado na Arábia Saudita onde o Brasil conquistou o vice-campeonato após perder a partida final para a Espanha.

## Principais conquistas
Jogos Mundiais de Praia
- Terceiro lugar – 2019

NEOM Beach Games
- Vice-campeã – 2023

Campeonato Brasileiro
- Campeã – 2022